# Xylem Tube
 (avril 2008).
Si vous disposez d'ouvrages ou d'articles de référence ou si vous connaissez des sites web de qualité traitant du thème abordé ici, merci de compléter l'article en donnant les références utiles à sa vérifiabilité et en les liant à la section « Notes et références ».
Albums de Aphex Twin
Digeridoo (EP)
(mai 1992) Surfing On Sine Waves
(janvier 1993)
Xylem Tube est un maxi de musique électronique de Richard D. James, publié sous son pseudonyme d'Aphex Twin, sorti en juin 1992 sur le label Apollo Records.

## Généralités
Xylem Tube sortit exclusivement sur vinyle en juin 1992. Il contient quatre morceaux d'acid house. Par ailleurs, la pochette de l'album est la première à utiliser le logo titre d'Aphex Twin.
Les quatre morceaux de l'album sont présents sur la compilation Classics sortie en 1994.
Cet EP contient notamment les morceaux "Polynomial-C" et son « riff ascendant, puis descendant, entrelaçant les caisses claires et les synthés » et "Phlange Phace", « comme un thème de Bernard Herrmann joué 20 000 lieues sous le Berghain ».

## Pistes
| 1. | Polynomial-C           | 4:42 |
| 2. | Tamphex (Headphuq Mix) | 6:28 |

| 1. | Phlange Phace | 5:18 |
| 2. | Dodeccahedron | 6:05 |